# COLLECTION IV
『COLLECTION IV』（コレクション・フォー）は、中山美穂のコレクション・アルバム（シングルコレクション）。2006年2月1日にキングレコードより発売された (KICS-1221)。

## 解説
- 1987年の『COLLECTION』、1990年の『COLLECTION II』、1995年の『COLLECTION III』に続くシングルコレクション第4弾。前作から11年開けてのリリースとなった。
- 1995年のシングル「CHEERS FOR YOU」から1999年の「Adore」まで発売順に9曲がオリジナルバージョンで収録されている。
- 翌月には全シングルのA・B面を完全収録した『Complete SINGLES BOX』が発売された。
- 本作発売と同時に、過去の『COLLECTION』シリーズが廉価版として再発売された。

## 収録曲
1. CHEERS FOR YOU
2. Hurt to Heart〜痛みの行方〜
3. Thinking about you〜あなたの夜を包みたい〜
4. True Romance
5. 未来へのプレゼント
  - 中山美穂 with MAYO名義
6. マーチカラー
7. LOVE CLOVER
8. A Place Under the Sun
9. Adore